# LA Galaxy 2023
Questa voce raccoglie le informazioni riguardanti il LA Galaxy nelle competizioni ufficiali della stagione 2023.

## Maglie e sponsor
Lo sponsor tecnico è Adidas e il main sponsor Herbalife.
| Casa | Trasferta |

## Rosa
Di seguito la rosa del Los Angeles Galaxy aggiornata al 3 marzo 2023.
| N. |                         | Ruolo | Calciatore                  |
| -- | ----------------------- | ----- | --------------------------- |
| 1  | Inghilterra (bandiera)  | P     | Jonathan Bond               |
| 2  | Brasile (bandiera)      | D     | Lucas Calegari              |
| 4  | Francia (bandiera)      | D     | Séga Coulibaly              |
| 5  | Uruguay (bandiera)      | C     | Gastón Brugman              |
| 6  | Spagna (bandiera)       | C     | Riqui Puig                  |
| 7  | Messico (bandiera)      | C     | Efraín Álvarez              |
| 8  | Stati Uniti (bandiera)  | C     | Marco Delgado               |
| 9  | Serbia (bandiera)       | A     | Dejan Joveljić              |
| 10 | Brasile (bandiera)      | C     | Douglas Costa               |
| 11 | Stati Uniti (bandiera)  | C     | Tyler Boyd                  |
| 14 | Messico (bandiera)      | A     | Javier Hernández (capitano) |
| 15 | El Salvador (bandiera)  | D     | Eriq Zavaleta               |
| 16 | Spagna (bandiera)       | C     | Oriol Rosell                |
| 17 | RD del Congo (bandiera) | D     | Chris Mavinga               |
| 18 | Suriname (bandiera)     | D     | Kelvin Leerdam              |

| N. |                        | Ruolo | Calciatore         |
| -- | ---------------------- | ----- | ------------------ |
| 19 | Stati Uniti (bandiera) | C     | Mauricio Cuevas    |
| 20 | Stati Uniti (bandiera) | C     | Memo Rodríguez     |
| 22 | Uruguay (bandiera)     | D     | Martín Cáceres     |
| 24 | Stati Uniti (bandiera) | D     | Jalen Neal         |
| 28 | Stati Uniti (bandiera) | D     | Marcus Ferkranus   |
| 31 | Stati Uniti (bandiera) | A     | Preston Judd       |
| 33 | Stati Uniti (bandiera) | P     | Jonathan Klinsmann |
| 35 | Serbia (bandiera)      | P     | Novak Mićović      |
| 37 | Stati Uniti (bandiera) | C     | Daniel Aguirre     |
| 43 | Stati Uniti (bandiera) | C     | Adam Saldaña       |
| 44 | Canada (bandiera)      | D     | Raheem Edwards     |
| 45 | Messico (bandiera)     | C     | Adrian Gonzalez    |
| 56 | Messico (bandiera)     | C     | Jonathan Pérez     |
| 73 | Camerun (bandiera)     | A     | Aaron Bibout       |
| 77 | Stati Uniti (bandiera) | D     | Chase Gasper       |

### Staff tecnico
Di seguito lo staff tecnico del Los Angeles Galaxy aggiornato al 5 febbraio 2021.
- Jovan Kirovski - Direttore tecnico
- Greg Vanney - Allenatore
- Dan Calichman - Allenatore in seconda
- Nick Theslof - Allenatore in seconda
- Jason Bent - Allenatore in seconda
- Kevin Hartman - Allenatore dei portieri
- Phil Hayward - Preparatore atletico

## Calciomercato

### Sessione invernale
| Acquisti | Acquisti       | Acquisti       | Acquisti    |
| R.       | Nome           | da             | Modalità    |
| -------- | -------------- | -------------- | ----------- |
| D        | Lucas Calegari | Fluminense     | in prestito |
| D        | Chris Mavinga  | Toronto FC     | definitivo  |
| C        | Memo Rodríguez | Houston Dynamo | definitivo  |
| C        | Oriol Rosell   |                | definitivo  |
| A        | Tyler Boyd     |                | definitivo  |

| Cessioni | Cessioni           | Cessioni        | Cessioni   |
| R.       | Nome               | a               | Modalità   |
| -------- | ------------------ | --------------- | ---------- |
| P        | Jonathan Klinsmann |                 | svincolato |
| D        | Derrick Williams   | D.C. United     | definitivo |
| D        | Jorge Villafaña    |                 | svincolato |
| C        | Sacha Kljestan     |                 | svincolato |
| C        | Sebastian Lletget  | N.E. Revolution | definitivo |
| C        | Samuel Grandsir    | Le Havre        | definitivo |
| C        | Nick DePuy         | Nashville       | definitivo |
| A        | Kévin Cabral       | Colorado Rapids | definitivo |
| A        | Víctor Vázquez     | Toronto FC      | definitivo |
| A        | Cameron Dunbar     |                 | svincolato |

### A stagione in corso
| Acquisti | Acquisti       | Acquisti      | Acquisti   |
| R.       | Nome           | da            | Modalità   |
| -------- | -------------- | ------------- | ---------- |
| D        | Edwin Cerrillo | FC Dallas     | definitivo |
| C        | Diego Fagúndez | Austin FC     | definitivo |
| A        | Billy Sharp    | Sheffield Utd | definitivo |
| A        | Tyler Boyd     |               | svincolato |

| Cessioni | Cessioni | Cessioni | Cessioni |
| R.       | Nome     | a        | Modalità |
| -------- | -------- | -------- | -------- |

## Statistiche

### Statistiche di squadra
| Competizione  | Punti | In casa | In casa | In casa | In casa | In casa | In casa | In trasferta | In trasferta | In trasferta | In trasferta | In trasferta | In trasferta | Totale | Totale | Totale | Totale | Totale | Totale |
| Competizione  | Punti | G       | V       | N       | P       | Gf      | Gs      | G            | V            | N            | P            | Gf           | Gs           | G      | V      | N      | P      | Gf     | Gs     |
| ------------- | ----- | ------- | ------- | ------- | ------- | ------- | ------- | ------------ | ------------ | ------------ | ------------ | ------------ | ------------ | ------ | ------ | ------ | ------ | ------ | ------ |
| MLS           | 36    | 17      | 6       | 6       | 5       | 31      | 29      | 17           | 2            | 6            | 9            | 20           | 38           | 34     | 8      | 12     | 14     | 51     | 67     |
| U.S. Open Cup | -     | 1       | 1       | 0       | 0       | 3       | 1       | 2            | 1            | 0            | 1            | 4            | 3            | 3      | 2      | 0      | 1      | 7      | 4      |
| Leagues Cup   | -     | 2       | 0       | 0       | 2       | 1       | 3       | 0            | 0            | 0            | 0            | 0            | 0            | 2      | 0      | 0      | 2      | 1      | 3      |
| Totale        |       | 20      | 7       | 6       | 7       | 35      | 33      | 19           | 3            | 6            | 10           | 24           | 41           | 39     | 10     | 12     | 17     | 59     | 74     |